# Wladlena Eduardowna Bobrownikowa
Wladlena Eduardowna Bobrownikowa (russisch Владлена Эдуардовна Бобровникова; englisch Vladlena Bobrovnikova; * 24. Oktober 1987 in Krasnodar, Russische SFSR, Sowjetunion) ist eine ehemalige russische Handballspielerin.

## Karriere
Bobrownikowa spielte ab 2004 beim russischen Erstligisten GK Kuban Krasnodar. Mit Kuban stand sie in der Spielzeit 2008/09 im Viertelfinale des EHF-Pokals. Daraufhin wechselte die Rechtshänderin zum serbischen Klub ŽRK Kikinda. Nachdem der Verein in finanzielle Nöte geraten war, schloss sich Bobrownikowa im Januar 2010 dem italienischen Erstligisten ASD HC Sassari an, mit dem sie 2010 und 2011 den italienischen Pokal gewann. Im Oktober 2011 schloss sich die Rückraumspielerin dem Ligarivalen HC Teramo an. Mit Teramo errang sie 2012 die italienische Meisterschaft. Anschließend kehrte sie nach Russland zurück und unterschrieb einen Vertrag bei GK Rostow am Don. Mit Rostow stand sie in den Spielzeiten 2012/13 sowie 2013/14 jeweils im Halbfinale des Europapokals der Pokalsieger. Sie gewann 2015, 2017, 2019, 2020 und 2022 die russische Meisterschaft, 2015 den russischen Pokal sowie 2017 den EHF-Pokal. Im Mai 2017 gab Bobrownikowa ihre Schwangerschaft bekannt. Im April 2023 wurde bei ihr ein Hodgkin-Lymphom diagnostiziert. Infolge der Erkrankung beendete sie auf ärztlichen Rat ihre Karriere.
Bobrownikowa gab im Alter von 26 Jahren ihr Debüt für die russische Nationalmannschaft. Mit der russischen Auswahl nahm sie an der Europameisterschaft 2014 teil. Im Turnierverlauf erzielte sie vier Treffer. Bei den Olympischen Spielen 2016 in Rio de Janeiro gewann sie die Goldmedaille. Bei der Weltmeisterschaft 2019 gewann sie mit der russischen Auswahl die Bronzemedaille. Ein Jahr später nahm sie an der Europameisterschaft teil. Bobrownikowa erzielte im Turnierverlauf insgesamt 21 Treffer und wurde in das All-Star-Team gewählt. Mit der russischen Auswahl gewann sie die Silbermedaille bei den Olympischen Spielen in Tokio. Bobrownikowa erzielte im Turnierverlauf insgesamt neun Treffer.